# Di(benzothiazol-2-yl)disulfid
Di(benzothiazol-2-yl)disulfid ist eine chemische Verbindung aus der Gruppe der Thiazole.

## Gewinnung und Darstellung
Di(benzothiazol-2-yl)disulfid kann durch Oxidation von 2-Mercaptobenzothiazol gewonnen werden.

## Eigenschaften
Di(benzothiazol-2-yl)disulfid ist ein brennbarer, schwer entzündbarer, kristalliner, gelblicher Feststoff mit unangenehmem Geruch, der praktisch unlöslich in Wasser ist. Er zersetzt sich bei Erhitzung.

## Verwendung
Di(benzothiazol-2-yl)disulfid wird als Vulkanisationsbeschleuniger für Kautschuk verwendet.